# Championnat de Croatie de football 1995-1996
Navigation
Saison précédente Saison suivante
La saison 1995-1996 du Championnat de Croatie de football est la 5e édition de la première division croate. 
Les 12 meilleures équipes du pays sont regroupées en une poule unique où chaque équipe rencontre tous ses adversaires deux fois, à domicile et à l'extérieur. À la fin de cette 1re phase, les cinq premiers ainsi que le premier de 2e division jouent une poule pour le titre tandis que les sept derniers de D1 et le 2e de D2 jouent une poule  de promotion. Cependant, quelques semaines avant le début de la saison 1996-1997, la fédération croate décide de faire repasser le championnat de 12 à 16 équipes. La poule de promotion-relégation n'a donc aucun intérêt sportif puisque toutes les équipes concernées sont assurées d'évoluer en D1 la saison prochaine.
C'est le Croatia Zagreb qui termine en tête du championnat et remporte le 2e titre de champion de Croatie de son histoire. Le Croatia Zagreb réalise le doublé en battant Varteks Varazdin en finale de la Coupe de Croatie.

## Les 12 clubs participants
| - Hajduk Split - NK Zagreb - NK Osijek - NK Inter Zapresic - Croatia Zagreb - NK Rijeka | - NK Varteks Varazdin - HNK Cibalia - HNK Šibenik - NK Istra 1961 - HNK Segesta Sisak - NK Marsonia |

## Compétition

### Première phase

#### Classement
Le barème de points servant à établir le classement se décompose ainsi :
- Victoire : 3 points
- Match nul : 1 point
- Défaite, forfait ou abandon du match : 0 point

| Rang | Équipe              | Pts | J  | G  | N | P  | Bp | Bc | Diff |
| ---- | ------------------- | --- | -- | -- | - | -- | -- | -- | ---- |
| 1.   | Croatia Zagreb      | 47  | 22 | 14 | 5 | 3  | 46 | 13 | +33  |
| 2.   | Hajduk Split        | 42  | 22 | 12 | 6 | 4  | 41 | 19 | +22  |
| 3.   | NK Osijek           | 40  | 22 | 12 | 4 | 6  | 38 | 19 | +19  |
| 4.   | NK Varteks Varaždin | 39  | 22 | 11 | 6 | 5  | 29 | 19 | +10  |
| 5.   | NK Zagreb           | 29  | 22 | 7  | 8 | 7  | 24 | 25 | -1   |
| 6.   | HNK Segesta Sisak   | 28  | 22 | 8  | 4 | 10 | 32 | 35 | -3   |
| 7.   | HNK Cibalia         | 27  | 22 | 6  | 9 | 7  | 26 | 37 | -11  |
| 8.   | NK Inter Zapresic   | 27  | 22 | 7  | 6 | 9  | 28 | 38 | -10  |
| 9.   | HNK Šibenik         | 27  | 22 | 7  | 6 | 9  | 25 | 28 | -3   |
| 10.  | NK Marsonia         | 21  | 22 | 6  | 3 | 13 | 14 | 33 | -19  |
| 11.  | HNK Rijeka          | 17  | 22 | 4  | 5 | 13 | 25 | 42 | -17  |
| 12.  | NK Istra 1961       | 17  | 22 | 3  | 8 | 11 | 16 | 36 | -20  |

| Légende : Qualifications et relégations | Légende : Qualifications et relégations          |
| --------------------------------------- | ------------------------------------------------ |
|                                         | Participation à la poule pour le titre           |
|                                         | Participation à la poule de promotion-relégation |

### Seconde phase

#### Poule pour le titre
Les 5 premiers de première division jouent la poule pour le titre en compagnie du club ayant fini en tête de la deuxième division.
| Rang | Équipe                              | Pts | J  | G | N | P | Bp | Bc | Diff |
| ---- | ----------------------------------- | --- | -- | - | - | - | -- | -- | ---- |
| 1.   | Croatia Zagreb C                    | 26  | 10 | 7 | 0 | 3 | 28 | 14 | +14  |
| 2.   | Hajduk Split T                      | 26  | 10 | 7 | 1 | 2 | 25 | 14 | +11  |
| 3.   | NK Varteks Varaždin                 | 24  | 10 | 7 | 1 | 2 | 15 | 7  | +8   |
| 4.   | NK Osijek                           | 15  | 10 | 4 | 0 | 6 | 13 | 13 | 0    |
| 5.   | NK Hrvatski Dragovoljac Zagreb (D2) | 7   | 10 | 1 | 3 | 6 | 8  | 23 | -15  |
| 6.   | NK Zagreb                           | 5   | 10 | 1 | 1 | 8 | 7  | 25 | -18  |

| Légende : Qualifications et relégations | Légende : Qualifications et relégations     |
| --------------------------------------- | ------------------------------------------- |
|                                         | Qualifié pour la Coupe UEFA 1996-1997       |
|                                         | Qualifié pour la Coupe des Coupes 1996-1997 |

#### Poule de promotion-relégation
Les 7 derniers de première division jouent la poule pour le titre en compagnie du club ayant fini 2e de deuxième division.
| Rang | Équipe                        | Pts | J  | G | N | P | Bp | Bc | Diff |
| ---- | ----------------------------- | --- | -- | - | - | - | -- | -- | ---- |
| 1.   | HNK Šibenik                   | 28  | 14 | 8 | 0 | 6 | 19 | 15 | +4   |
| 2.   | HNK Segesta Sisak             | 28  | 14 | 6 | 3 | 5 | 19 | 18 | +1   |
| 3.   | HNK Rijeka                    | 26  | 14 | 7 | 3 | 4 | 21 | 14 | +7   |
| 4.   | NK Mladost 127 Suhopolje (D2) | 25  | 14 | 7 | 3 | 4 | 22 | 14 | +8   |
| 5.   | NK Istra 1961                 | 24  | 14 | 7 | 2 | 5 | 17 | 17 | 0    |
| 6.   | HNK Cibalia                   | 24  | 14 | 5 | 3 | 6 | 17 | 18 | -1   |
| 7.   | NK Inter Zapresic             | 16  | 14 | 2 | 5 | 7 | 10 | 15 | -5   |
| 8.   | NK Marsonia                   | 15  | 14 | 3 | 3 | 8 | 12 | 26 | -14  |

| Légende : Qualifications et relégations | Légende : Qualifications et relégations |
| --------------------------------------- | --------------------------------------- |
|                                         | Qualifié pour la Coupe Intertoto 1996   |
|                                         | Relégué en deuxième division            |

## Bilan de la saison
| Tableau d'Honneur                  |                |
| Compétition                        | Vainqueur      |
| Championnat de Croatie de football | Croatia Zagreb |
| Coupe de Croatie de football       | Croatia Zagreb |

| Qualifications européennes 1995-1996 |                             |
| Coupe UEFA 1996-1997                 | Qualifiés                   |
| Tour préliminaire                    | Croatia Zagreb Hajduk Split |
| Coupe des Coupes 1996-1997           | Qualifié                    |
| 1er tour                             | Varteks Varazdin            |
| Coupe Intertoto 1996                 | Qualifié                    |
| 1er tour                             | HNK Segesta Sisak           |

| Promotions et relégations |                                                                           |
| Relégués en 2e division   | Aucun (passage de 12 à 16 clubs - cf. Présentation)                       |
| Promus en Prva HNL        | NK Zadar NK Orijent Mladnost 127 Suhopolje NK Hrvatski Dragovoljac Zagreb |